# Фернандес, Виктор
Виктор Фернандес Браулио (исп. Víctor Fernández Braulio; род. 28 ноября 1960, Сарагоса, Арагон) — испанский футбольный тренер.

## Биография
Фернандес родился в Сарагосе, Арагон. В конце 1990/91 сезона в возрасте всего лишь 30 лет он стал тренером первой команды из своего родного города, в конечном итоге клуб занял 17-е место в лиге и избежал вылета, обыграв в плей-офф «Реал Мурсия». На момент прихода в «Сарагосу» Фернандес был вторым самым молодым тренером, когда-либо работавшим с клубом высшей лиги после Хавьера Аскаргорты.
В последующие годы Фернандес помог «Сарагосе» закрепиться в высшем дивизионе, в частности, он сделал из нападающего Густаво Пойета атакующего полузащитника, в 1994 году выиграл Кубок Испании по футболу, а в следующем сезоне — Кубок обладателей кубков УЕФА. Он был уволен 8 ноября 1996 года, в следующем году в новом клубе, «Тенерифе», ему не удалось задержаться надолго.
Затем четыре полных сезона на рубеже веков Фернандес возглавлял «Сельту», с ним клуб три раза выходил в Кубок УЕФА, в этот период команда демонстрировала весьма привлекательный футбол. В 2002—2004 годах он работал с середняком, «Реал Бетис», финишируя поочерёдно восьмым и девятым.
Летом 2004 года Фернандес уехал за границу и возглавил португальского гранда, «Порту». Он начал своё пребывание в клубе с завоевания Межконтинентального кубка, но внезапно был уволен в феврале следующего года после домашнего поражения со счётом 1:3 от «Браги».
Фернандес вернулся в родную «Сарагосу» на сезон 2006/07, в первый год он вывел клуб в Кубок УЕФА, но в середине следующего сезона был уволен, в конце концов команда была понижена в классе. В конце января 2010 года он вернулся в «Бетис», заменив уволенного Антонио Тапиа. В то время клуб находился в Сегунде и на момент прихода Фернандеса лидировал, но в конечном итоге команда не смогла повыситься в классе, заняв третье место.
9 января 2013 года Фернандес снова отправился за рубеж, подписав контракт с бельгийским клубом «Гент». 30 сентября 2013 года он был уволен из-за плохих результатов.
10 июля 2014 года Фернандес был назначен на должность нового тренера «Депортиво Ла-Корунья», сменив Фернандо Васкеса. 8 апреля 2015 года был уволен с поста тренера «Депортиво» после ничьей в матче 30-го тура испанской Примеры против «Кордовы» 1:1.
Летом 2015 года Фернандес подписал контракт с «Реал Мадридом», став координатором молодёжной системы клуба. Летом 2017 года Фернандес покинул «Реал». 17 декабря 2018 года он во второй раз вернулся в «Сарагосу», заменив уволенного Лукаса Алькараса. Фернандес покинул пост 18 августа 2020 года после поражения в полуфинале плей-офф за повышение от «Эльче».
11 марта 2024 года, после четырёхлетнего перерыва, Фернандес в четвёртый раз возглавил «Сарагосу». 18 декабря покинул клуб.

## Титулы
- Обладатель Кубка Испании (1): 1993/94
- Обладатель Суперкубка Португалии (1): 2004
- Обладатель Кубка Интертото (1): 2000
- Обладатель Кубка обладателей кубков УЕФА (1): 1994/95
- Обладатель Межконтинентального кубок (1): 2004